# Norbert Springborn
Norbert Springborn (* 9. Dezember 1945 in Hamburg) ist ein deutscher Gewerkschafter, SPD-Politiker und ehemaliger Abgeordneter der Hamburgischen Bürgerschaft.

## Erste Jahre
Nach einer Buchdruckerlehre mit Abschluss Gehilfenbrief begann Springborn eine Lehre zum Verlagskaufmann. Von 1961 bis 1966 war er in verschiedenen Verlagen als Volontär, Herstellungsassistent und Hersteller tätig. 1971 fand er eine Anstellung bei der HDV-Druckerei in Hamburg als Buchdrucker. Nach einer Umschulung arbeitete er von 1973 an als Offsetdrucker. Springborn ist verheiratet.

## Politik und Gewerkschaft
1971 wurde Norbert Springborn Mitglied der SPD und trat in die IG Druck und Papier ein. In den Jahren 1972, 1974 und 1976 gehörte er dem Landesvorstand der Hamburger Jungsozialisten an. 1972 wählten ihn seine Kollegen in den Betriebsrat. 1974 wurde er Vorsitzender des Gesamtbetriebsrats der HDV-Druckerei.
Im Juni 1978 zog er als Nachrücker in die Hamburgische Bürgerschaft ein. Er arbeitete bis 1982 vor allem im Innenausschuss, im Ausschuss für Hafen und Verkehr und – als Vertreter – im Rechtsausschuss mit.